# 1876年美國
|        | 美國歷史 \| 美國歷史年表                                                                                                   |
| 世紀： | 18世紀美國 \| 19世紀美國 \| 20世紀美國                                                                                     |
| 年代： | 1840年代美國 \| 1850年代美國 \| 1860年代美國 \| 1870年代美國 \| 1880年代美國 \| 1890年代美國 \| 1900年代美國               |
| 年份： | 1872年美國 \| 1873年美國 \| 1874年美國 \| 1875年美國 \| 1876年美國 \| 1877年美國 \| 1878年美國 \| 1879年美國 \| 1880年美國 |
| 紀年： | 美国独立100周年 |

## 聯邦政府

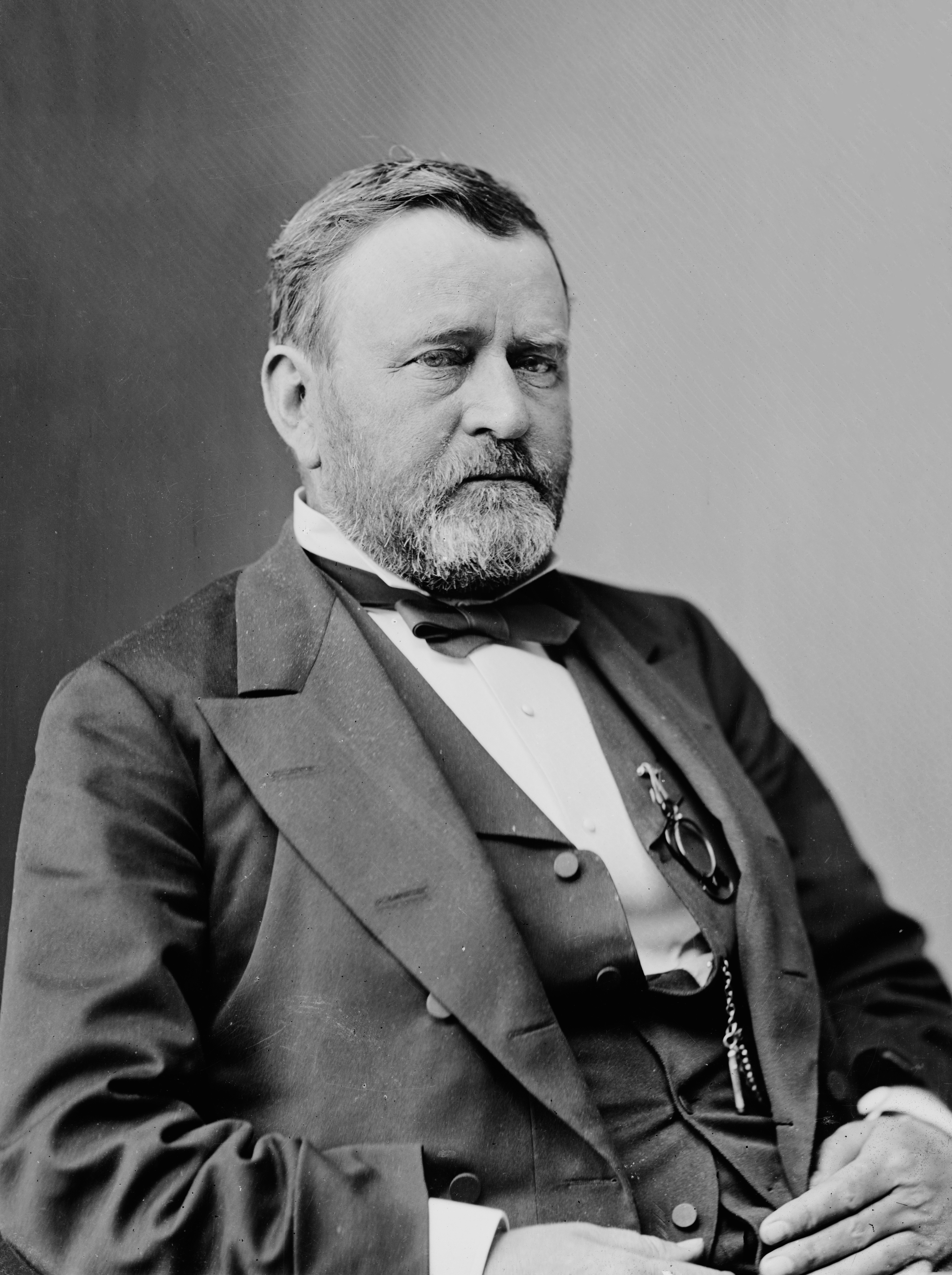
總統：尤利西斯·格兰特
副總統：空缺
參議院議長：空缺
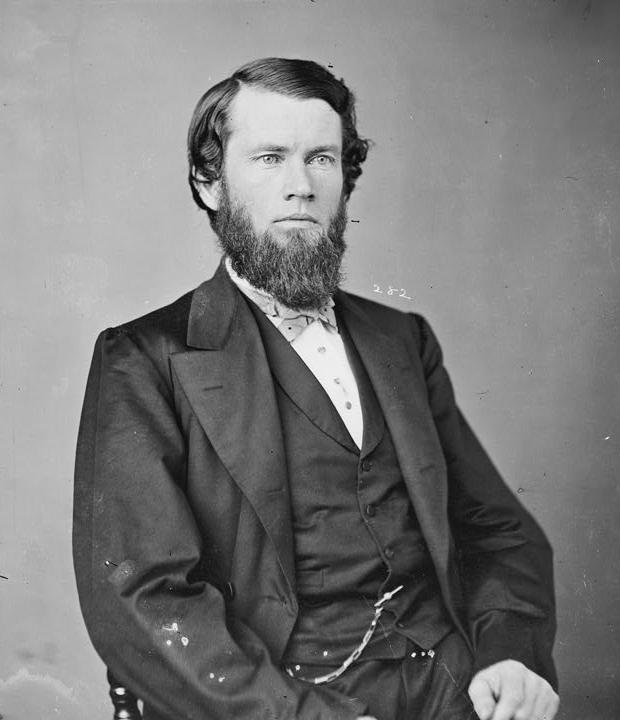
參議院臨時議長：托馬斯·W·費里
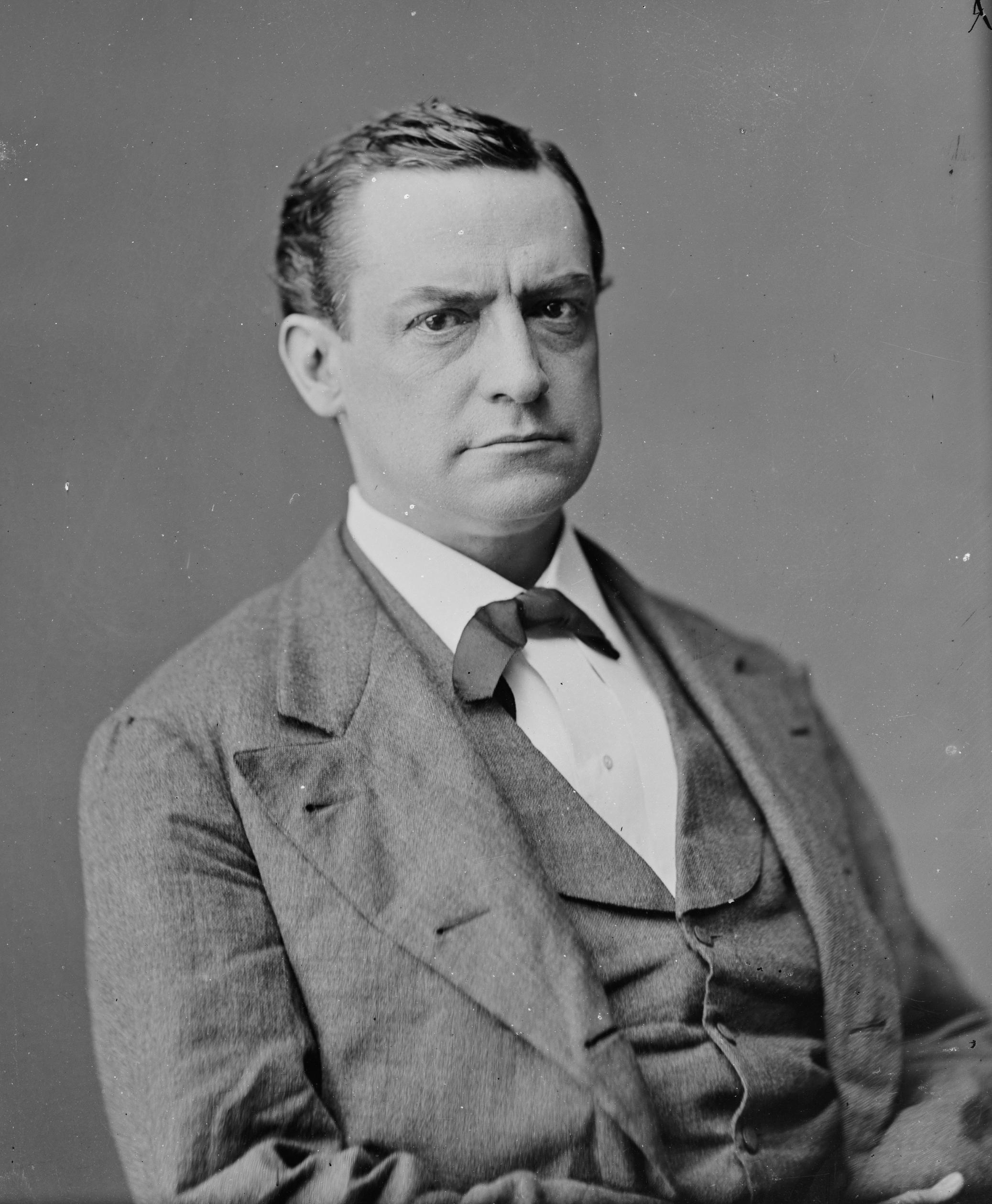
眾議院議長：塞缪尔·J·兰德尔
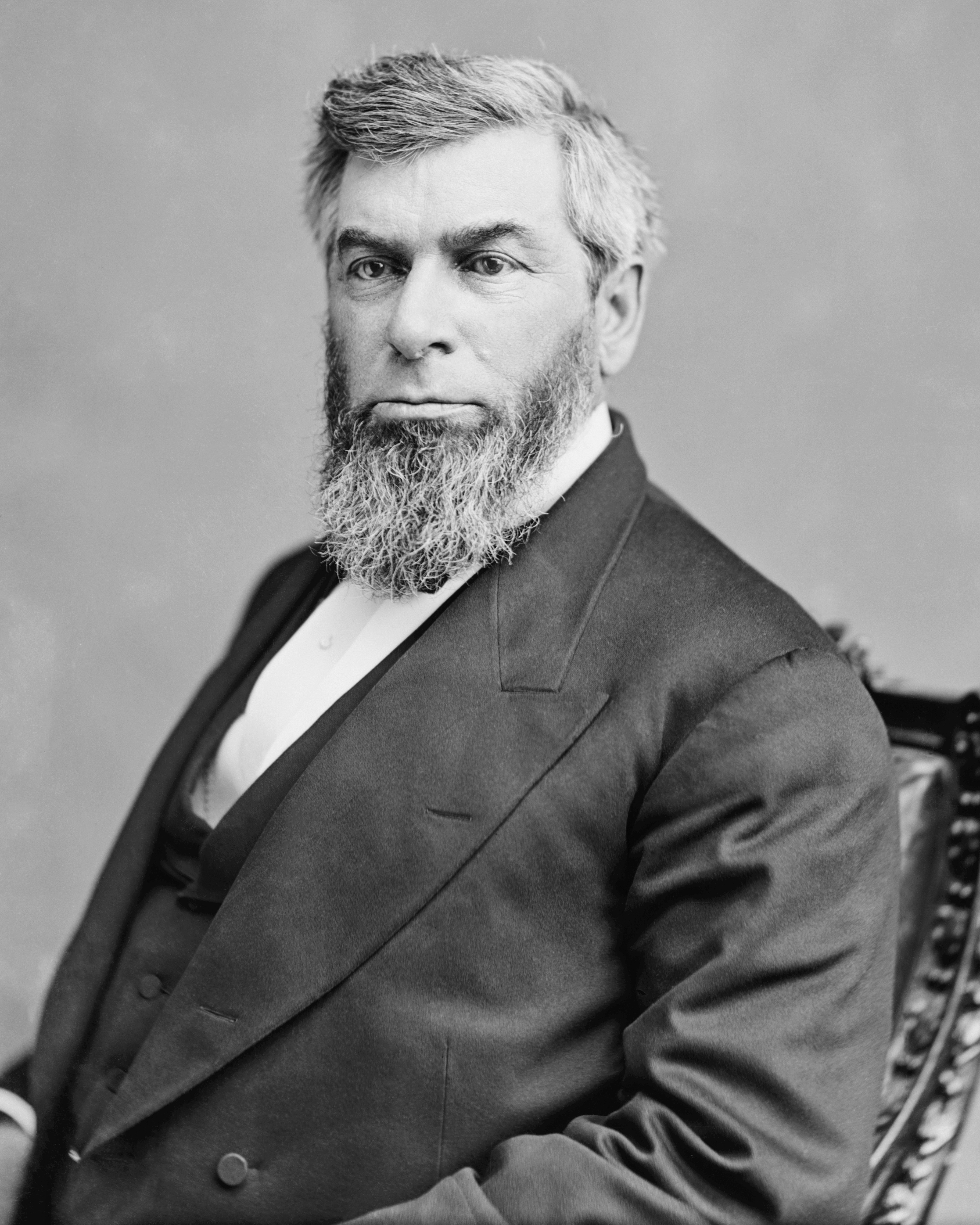
首席大法官：莫里森·韦特

### 成員變動

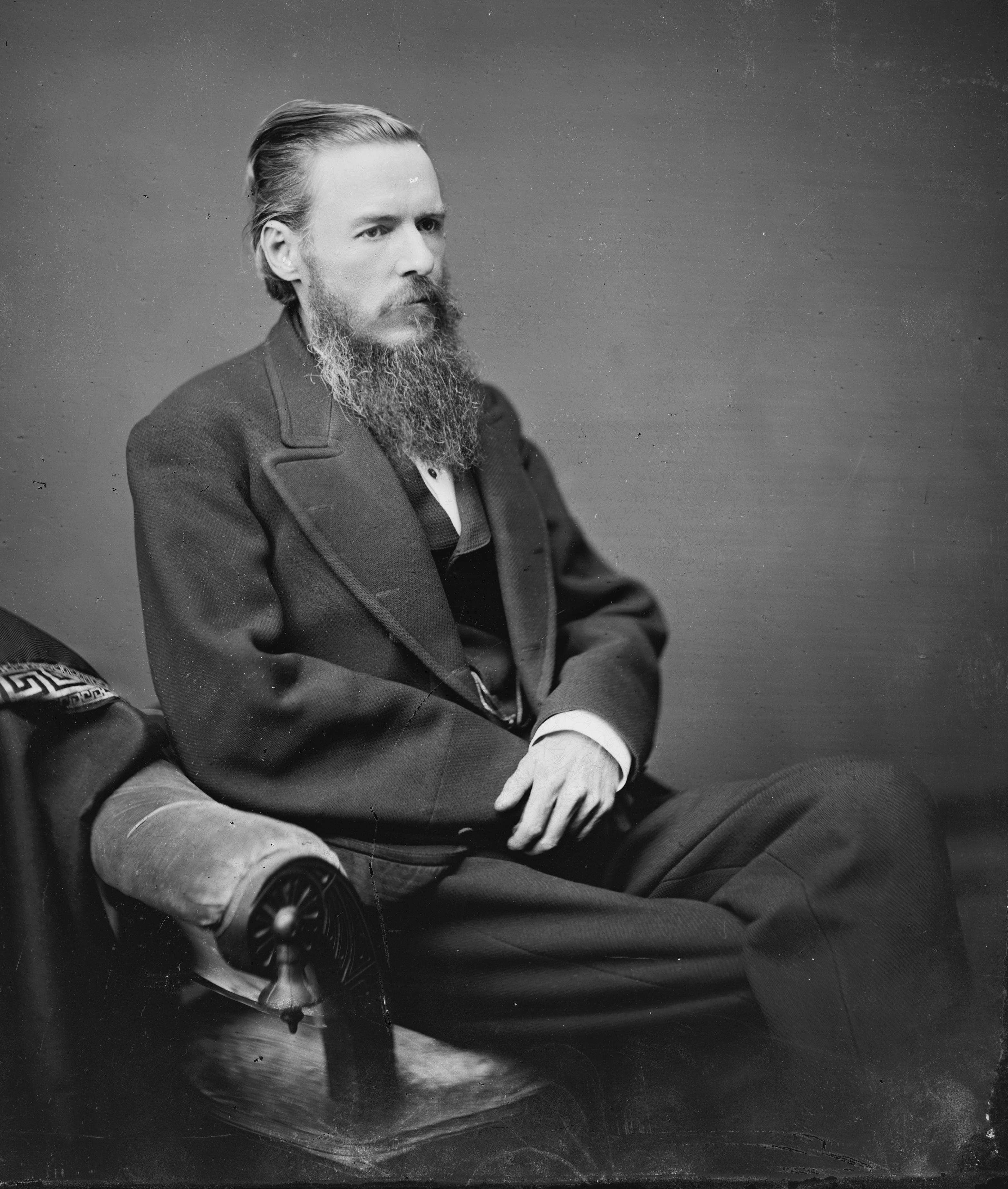
眾議院議長：邁克爾·C·克爾（任期屆滿）

## 大事記
- 1月31日——美国把印第安人迁居到印第安保留地。
- 2月2日——國家聯盟在美国伊利诺伊州芝加哥成立。
- 2月22日——约翰·霍普金斯大学建校。
- 3月10日——亞歷山大·格拉漢姆·貝爾與他的同事試驗了世界上第一台可用的電話機。貝爾當時說 "Mr. Watson, come here, I want to see you.."
- 6月17日——疯马带领的1500名拉科塔战士突袭1000名美国陆军士兵获胜。
- 6月25日——小比格霍恩战役，苏族印第安人在坐牛和疯马的带领下击溃乔治·阿姆斯特朗·卡斯特带领的美国第七骑兵营。
- 6月25日——在南北戰爭中聞名的第七騎兵團團長喬治·阿姆斯壯·卡斯特中校奉命發動小巨角戰役綏剿美洲原住民蘇族，當日，卡斯特自領兩百餘騎兵，與馬可士·雷諾少校、弗列德瑞克·班廷上尉分兵三路，進攻今日的蒙大拿州黑山山谷。不料兩路遇阻而自行退卻，形卡斯特所部成為孤軍深入，遭酋長「瘋馬」與薩滿「坐牛」率領的三千名蘇族勇士伏擊，導致全軍覆滅。
- 8月1日——科羅拉多州加入美国，成为其第38个州。
- 8月8日——托马斯·爱迪生获得油印机的专利。
- 11月7日——经过漫长和激烈的争论拉瑟福德·伯查德·海斯最后被宣布在1876年的美国总统大选中获胜。

## 外部連結
- 维基共享资源上的相關多媒體資源：1876年美國